# Fareed Haque
Fareed Haque (Chicago, 1963) is een Amerikaanse jazzgitarist.

## Biografie
Haque was de zoon van een Pakistaanse vader en een Chileense moeder en bracht in zijn jeugd veel tijd door met zijn ouders in o.a. Spanje, Frankrijk, Iran, Pakistan en Chili, waar hij verschillende muzikale invloeden opnam. Vanaf 1981 studeerde hij jazzgitaar aan de North Texas State University bij Jack Peterson, later aan de Northwestern University klassieke gitaar bij David Buch, John Holmquist en Anne Waller. Hij werkte o.a. met Ron Carter, Tony Williams, Dizzy Gillespie, Paquito D'Rivera, Dave Holland, Bob James, Sting, Cassandra Wilson, Javon Jackson, Joe Zawinul, Kurt Elling, Lester Bowie, Arturo Sandoval, Bob James, Joe Henderson, Kahil El' Zabar, Defunkt, Ramsey Lewis en Melvin Rhyne. In 1988 debuteerde hij met het album Voices Rising bij Stings label Pangea Records, later verschenen verschillende albums bij Blue Note Records. Als klassiek gitarist trad Haque op met Nigel Kennedy, Robert Conant, Edgar Meyer, Stephen Stubbs, Frank Bungarten, het Vermeer Quartet en verschillende symfonieorkesten. Sinds 1989 geeft hij ook les in jazz en klassieke gitaar aan de Northern Illinois University, waar hij nu een buitengewoon hoogleraarschap vervult. Haque ontving een «Most Valuable Player» Award tijdens het High Sierra Music Festival in 2002.

## Discografie
- 1988: Voices Rising met John Adair, Rob Amster, Cliff Carter, David Derge, Alejandro Espinosa, Tony Levin, Rick Marotta, Edward Petersen, Joe Pusateri, Steve Rodby, Fred Simon, David Spinozza
- 1989: Manresa met John Adair, Fred Simon
- 1993:Sacred Addiction met Tom Brechtlein, Billy Childs, Luis Conte, Bill Dickens, Charles Fambrough, Howard Feiten, David Goldblatt, John Leftwich, Sal Marquez, Bill Preskill, Kim Richmond, Patrice Rushen, Doug Webb
- 1995: Opaque met Hamid Drake, Jonathan Paul, Mark Walker
- 1996: Deja Vu met Joe Bianco, David Chelimsky, Elizabeth Conant, Larry Gray, Tim Mulvenna, David Onderdonk, Jonathan Paul, Ron Perillo, Joe Rendon, Kim Schwartz, Carlos Villalobos
- 2005: Cosmic Hug met Joe Bianco, Jay Cappo, Orlando Cotto, Eric Levy, Kalyan Pathak, Jonathan Paul
- 2010: George Brooks Summit: Spirit and Spice met Kai Eckhardt, Zakir Hussain en Steve Smith

- Bibliothèque nationale de France: cb139973146 (data)
- CiNii: DA17113726
- Gemeinsame Normdatei: 134636597
- International Standard Name Identifier: 0000 0000 5515 549X
- Library of Congress Control Number: n92011449
- MusicBrainz: 2f5c1676-7236-4191-9524-856a67794bbe
- Virtual International Authority File: 170149196643174792771